# Indigofera glaucifolia
Indigofera glaucifolia är en ärtväxtart som beskrevs av Arthur John Cronquist. Indigofera glaucifolia ingår i släktet indigosläktet, och familjen ärtväxter. Inga underarter finns listade i Catalogue of Life.